# Conservation du tigre
La conservation du tigre est un sujet important de la conservation de la nature. Les populations du tigre, animal emblématique de l'Asie, ont fortement décru au cours du XXe siècle, et ce n'est qu'à partir du milieu du XXe siècle que l'Inde lance les bases de la protection de ce félin avant d'attirer l'attention de toute la communauté internationale sur les menaces qui pèsent sur lui. En ce début du XXIe siècle, les tigres sauvages sont au bord de l'extinction. « Il faut prendre des décisions urgentes », prévient Tom Kaplan, cofondateur de Panthera, une ONG consacrée aux grands félins.
D'abord légalement chassé, le tigre souffre à présent du braconnage, attisé par une forte demande de la pharmacopée chinoise, et de la réduction de son habitat due à la démographie galopante des pays asiatiques. De nombreuses associations tentent de sauver ce félin, protégé par la loi dans tous les pays de son aire de répartition.

## Chorologie

### Répartition
L'aire de répartition du tigre a fortement régressé depuis le XIXe siècle. Elle s'étendait de l'Est de la Turquie à l'Extrême-Orient russe, ainsi que sur les îles de Sumatra, de Java et de Bali : elle recouvrait donc presque toute l'Asie, à l'exception de la chaîne de l'Himalaya.
Aujourd'hui, les derniers tigres ne survivent plus que dans quatorze pays : l'Inde, le Népal, le Bhoutan, le Bangladesh, la Birmanie, le Laos, la Thaïlande, le Cambodge, la Malaisie, l'Indonésie (île de Sumatra), la Chine, la Russie et peut-être la Corée du Nord. Les populations de la péninsule indochinoise sont disjointes. C'est en Inde que les tigres sont les plus nombreux.
Il y a un siècle, environ 100 000 tigres vivaient en Asie. Décimés par la diminution de leur habitat et le braconnage (y compris de leurs proies), ils sont aujourd'hui moins de 4 000 à l'état sauvage. La plupart ne survivent que dans des zones protégées. Les défenseurs de la nature tentent de sécuriser les passages entre leurs aires de reproduction.

### Présence in situ
On estime que, en 1900, la population de tigre atteignait 100 000 individus dont 40 000 en Inde. Le parc national de Bandhavgarh serait trop petit pour la soixantaine de tigres qui y vivent. Pour que le bassin génétique d'une espèce soit viable, il ne faut pas que sa population diminue en dessous de 5 000. En 2008, leur population est estimée par l'Union internationale pour la conservation de la nature entre 1 361 et 2 056 spécimens aptes à la reproduction dont 1 411 individus en Inde. On en compte environ 5 000 en captivité en Chine et autant aux États-Unis.
| Bangladesh | Bhoutan | Cambodge | Chine | Corée du Nord | Inde        | Indonésie | Laos | Malaisie | Myanmar | Népal   | Russie  | Thaïlande | Viêt Nam |
| 200-419    | 67-81   | 11-50    | 37-50 | Inconnu       | 1 165-1 657 | 441-679   | 7-23 | 300-493  | 150     | 350-370 | 331-393 | 250-720   | 100      |

| Tigre de Sibérie | Tigre de Chine méridionale | Tigre de Bali | Tigre d'Indochine | Tigre de Malaisie | Tigre de Java | Tigre de Sumatra | Tigre du Bengale | Tigre de la Caspienne |
| 331-393          | Possiblement éteint        | Éteint        | 2 500             | 493-1 480         | Éteint        | 441-679          | 1 782-2 527      | Éteint                |

Actuellement, il y a en Inde vingt-trois réserves naturelles spécialement créées pour la préservation du tigre. Au Népal, trois réserves peuvent prétendre à héberger des tigres : il s'agit du parc national royal de Chitwan et des réserves royales de faune de Bardia et de Shukla Phanta. Le tigre est présent dans dix-neuf réserves en Thaïlande, quatorze aires protégées du Viêt Nam, cinq réserves à Sumatra, trois réserves en Russie et une en Chine.
Le WWF espère doubler le nombre de tigres du parc national de Kuiburi à l'aide d'un programme de suivis des populations de proies et pense que la population de félins pourrait augmenter dans les forêts sèches des plaines orientales du Cambodge. En revanche, le parc national de Sangay et les réserves de Sriska et de Panna sont vierges de ces animaux depuis 2009.
Parmi les mesures prises pour protéger les tigres, on peut citer la création d'une plantation de bois de chauffage et de bois d'œuvre par le WWF, l'Association des usagers de la zone tampon et le parc national du Chitwan, afin de limiter l'utilisation des ressources forestière du parc par les villages environnant. Ainsi, la pression sur l'environnement du tigre est allégée et les rencontres homme/tigre plus rares. L'écotourisme a aussi permis de récolter des fonds pour le développement des communautés voisines. Mais la cohabitation n'est pas aussi harmonieuse partout. En 2002, ce n'est que grâce à l'intervention du WWF que le Kelantan ne s'est pas lancé dans une campagne d'éradication du félin. En Inde, lorsque des tigres s'attaquent à du bétail, les éleveurs touchent une compensation. Mais celle-ci, de faible valeur et versée tardivement, est peu efficace. Enfin, des déplacements d'animaux peuvent être envisagés, comme à Sumatra après la mort de six personnes à la suite des attaques de tigres, mais la méthode n'a pas encore prouvé son efficacité.

### Présence ex situ

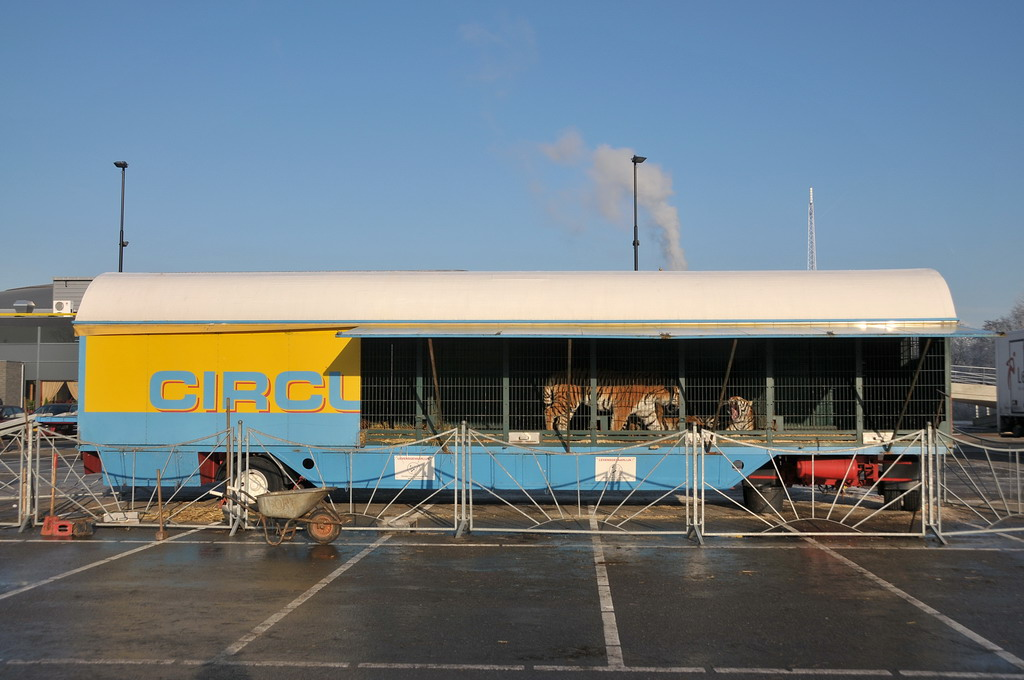
Les roulottes de cirque sont bien souvent trop exiguës pour y loger des tigres.

L'élevage conservatoire permet de maintenir une population de tigres vivante quoi qu'il arrive à la population sauvage, mais également, grâce à l'affection du public pour cette espèce de soutenir les programmes de protection in situ : par exemple, la campagne Tigre, troisième campagne de protection de la vie sauvage menée par l'association européenne des zoos et aquariums (EAZA), a permis de récolter plus de 700 000 € pour l'association 21st Century Tigers. Une autre action des zoos est de permettre des actions de recherche sur le tigre afin de mieux connaître sa biologie. Toutefois, les tentatives de réintroduction de tigres nés en captivité n'ont pas été couronnées de succès.
Afin de garder l'espèce en vie de façon pérenne, les zoos s'organisent pour maintenir la variabilité génétique des spécimens captifs. Le tigre de Sibérie et celui de Sumatra font l'objet d'un programme européen d'élevage (EEP). Ces deux sous-espèces ainsi que la sous-espèce indochinoise font également partie d'un programme américain pour les espèces menacées (SSP).
Le tigre se reproduit très bien en captivité, ce qui conduit certains zoos à utiliser des moyens de contraception pour réguler les populations, et parfois l'euthanasie. Il est probable que les tigres en captivité soient plus nombreux que les tigres sauvages, si on prend en compte les individus issus d'hybridation entre sous-espèces. En 2004, le studbook international compte 660 tigres. Le 19 mars 2009, un peu plus de 1 400 tigres sont inscrits sur la base ISIS : parmi ceux-ci, plus de 400 tigres de Sibérie, presque 300 tigres du Bengale, plus de 200 tigres de Sumatra et une cinquantaine de tigres de Malaisie et de tigres d'Indochine et pour finir, 390 tigres à l'origine non spécifiée ou issus d'hybridation.
Les tigres sont également des animaux très prisés dans les zoos privés, où les conditions de détention sont parfois contraires aux droits des animaux : ces tigres souffrent souvent de problèmes nutritionnels ou font l'objet d'un élevage intensif. Les ménageries des cirques contiennent également de nombreux tigres pour les spectacles de domptage : les conditions de détention de ces animaux sont également décriées par les associations de droit des animaux, qui dénoncent des cages trop exiguës et des méthodes de dressage violentes. Toutefois, des parcs pour animaux retraités du cirque existent, comme celui du cirque Pinder.
Enfin, il existe des centres d'élevage en captivité dont la seule préoccupation est d'accroître le nombre de ces félins à des fins commerciales : par exemple, un tigre blanc peut se vendre à 60 000 $. En Chine, ces centres d'élevage, couramment appelés « fermes d'élevage », sont apparus lors de l'interdiction du commerce de parties de tigre en 1993. Il s'agissait alors d'un investissement spéculatif dans l'espoir que cette interdiction soit levée ; ils pratiqueraient le trafic d'os et d'organes de tigres. Ces centres sont de véritables centre d'élevage intensif où les petits sont retirés aux tigresses afin qu'elles puissent se reproduire le plus vite possible.

## Menaces pesant sur l'espèce

### Ennemis naturels
Le tigre a peu d'ennemis naturels. Toutefois, les meutes de dholes peuvent attaquer et tuer un tigre. Il arrive aussi que des ours ou des tigres mâles tuent les jeunes tigres.

### Chasse
« Par contre, nous affirmons qu'il faut beaucoup de poudre et beaucoup de plomb pour chasser le tigre. [...] Je propose donc la carabine double, calibre de dix-huit millimètres, avec balle cylindro-conique, légèrement forée à l'arrière. »

— A. Thomas-Anquetil, 1866.

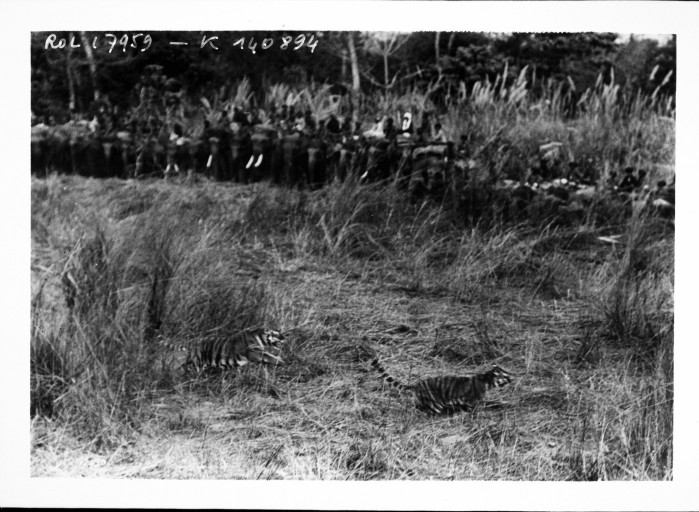
Deux tigres rabattus sur la ligne de chasse lors d’une chasse du roi Georges V à dos d’éléphants en Inde en 1912.

La chasse aux trophées a été une cause importante de régression du tigre au cours du XIXe siècle et du début du XXe siècle. La chasse au tigre était en effet un sport apprécié des colons et des maharadjahs. Des battues étaient organisées durant lesquelles les tigres avaient bien peu de chance de survivre. Le tigre, animal craint pour sa force et sa cruauté présumée, était le prédateur à tuer pour sa gloire personnelle. Le félin était également un mangeur d'homme, et cette chasse intensive visait aussi à réduire sa population.
À la fin du XIXe siècle, quelques chasseurs s’inquiètent de la raréfaction des tigres : par exemple, le capitaine du corps du personnel du Bengale signale en 1882 que seuls deux ou trois tigres pouvaient être tués en deux semaines tandis qu’aux temps plus anciens, une douzaine était tuée pour le même intervalle.
Le commerce des peaux a également accéléré cette chasse. Au début du XXe siècle, une peau valait 200 roupies, et un tapis avec tête montée 300. Les fourrures étaient négociées par les marchands locaux puis vendues comme souvenirs dans les grandes villes indiennes aux touristes européens. Durant les années 1950 à 1960, on estime que plus de trois mille tigres ont été tués comme trophées.
La chasse au tigre est à présent interdite dans tous les pays où vit ce félin. Le braconnage et la perte de son habitat et de ses proies sont à présent les principales causes du déclin des populations.

### Destruction de son habitat
Le tigre souffre de la destruction de son habitat. Aujourd'hui, le recul des forêts et des habitats naturels, la croissance démographique, la disparition des proies, l'extension des zones cultivées ainsi que l'augmentation de la pollution aggravent sa situation. Les individus de moins en moins nombreux, et parfois de plus en plus éloignés les uns des autres sur des espaces fragmentés, ont du mal à se rencontrer et reproduire.
Les incendies de forêts, l'utilisation de poison et la perpétuation d'un trafic ou commerce de peau et sous-produits pour certaines médecines traditionnelles continuent à peser sur la survie de l'espèce.
Un nouveau recensement a révélé qu'en Inde près d'un tiers des tigres vivaient en dehors des réserves : une situation dangereuse à la fois pour l'homme et l'animal. Proies et tigres ne peuvent se disperser que si des corridors sont établis entre les zones protégées pour permettre leur passage en toute sécurité. Ces passages jouent aussi le rôle de corridors « génétiques », essentiels pour la survie de l'espèce à long terme.

### Médecine asiatique traditionnelle
En Asie, on utilise certaines parties du corps du tigre, comme ses os, pour fabriquer des remèdes traditionnels, conformes aux mythes et croyances des populations. Leur efficacité n'est pas établie, et ces pratiques contribuent à accélérer la disparition de l’espèce,. Le trafic d'os a diminué en Inde et en Russie. En Chine, il est interdit depuis 1993 d'utiliser des extraits de tigre dans la pharmacopée et l'os de sailong a remplacé l'os de tigre. À Taiwan, 59 % des pharmacies fournissaient des préparations à base d'os de tigre au début des années 1990 et ne sont plus que moins d'1 % à le faire fin 2009. Mais au Cambodge, en Indonésie, au Laos, au Myanmar et au Viêt Nam, la lutte contre le braconnage est très faible et les marchés persistent. Dans les religions asiatiques, absorber le tigre métaphoriquement ou physiquement, c'est devenir un tigre. De plus, les traditions sont vivaces et lors des consultations, les médecins se voient demander du vin de tigre, traditionnellement obtenu par la macération d'une carcasse de tigre, par les patients.
À Sumatra, les produits du braconnage transitent par le Laos ou la Thaïlande pour ensuite rejoindre le marché chinois. Une peau de tigre se vend 900 €, une griffe 50 € et une canine 150 €.
Des propriétaires de fermes en Chine souhaiteraient pouvoir commercialiser les os et les peaux des tigres d'élevage morts. Le WWF estime que de braconner des animaux sauvages reviendraient moins chers que d'exploiter les animaux d'élevage et qu'au contraire il faille « empêcher, par tous les moyens, l'élevage en captivité des tigres à visée mercantile ».

### Chuba tibétaine
Depuis moins de dix ans, la mode tibétaine est à la chuba en peau de félin, à savoir tigre ou panthère. Elles sont offertes lors des mariages des classes moyennes et portées par les célébrités locales. Les animaux utilisés sont des tigres d'Inde braconnés.

### Autres
Parmi les ennemis moins évidents, on compte les stratégies de protection bâclées qui ont porté préjudice au tigre pendant des décennies. Sa population en Asie est estimée à moins de 4 000 individus. Mais de nombreux défenseurs de la nature pensent que ce chiffre est surévalué. La première sonnette d'alarme a été tirée en 1969. Au début des années 1980, on estimait à 8 000 le nombre de tigres à l'état sauvage. Mais après des années de mise en garde - et malgré les millions de dollars versés par les bienfaiteurs -, le résultat est là : une population qui était déjà en danger a peut-être été réduite de moitié.

## Protection

### Historique des actions de protection
En 1969, le directeur du zoo de Delhi déclare que « Le tigre est sur le point de disparaître ! ». La chasse au tigre devient interdite en 1970, mais c'est en 1973 que le Projet Tigre est lancé par Indira Gandhi en Inde : les parcs nationaux sont transformés en réserves, dont il est interdit d'accéder au cœur, afin de réserver un centre de reproduction au tigre. Des zones tampons, où les autorités réglementent le passage, sont aménagées. Le programme fonctionne : dans les années 1980, les autorités indiennes annoncent que les populations de tigre ont plus que doublées. Toutefois, le projet s'essouffle après la mort de Gandhi en 1984 : les pressions populaires pour exploiter les forêts sur les politiciens locaux réduisent les zones tampons, pressions d'autant plus écoutées que le pouvoir se décentralise de New Delhi et que les populations s'accroissent, réclamant toujours plus d'espace. Les résultats du Projet Tigre sont aussi critiqués : le comptage des tigres se faisait par l'identification des empreintes des pattes, méthode peu précise, et les administrateurs avaient tendance à gonfler leurs résultats pour justifier l'argent versé par l'État.
À partir de 1986, on découvre avec surprise que les tigres « disparaissent » : on prend alors conscience du braconnage à des fins de pharmacopée traditionnelle chinoise. Ce n'est en effet qu'à partir de la fin des années 1980 que le braconnage fait surface : jusqu'à présent, les tigres de Chine « suffisaient » à répondre à la demande. Il est difficile de chiffrer l'impact du braconnage sur les populations de tigre indien, la Wildlife Protection Society estime que 94 tigres sont tués en 1994 et 116 en 1995. De plus, le braconnage des tigres est lié à celui du chiru, une antilope tibétaine dont la laine est très prisée : les os de tigre sont échangés contre la laine de chiru récupérée sur la carcasse. La révélation du braconnage provoqua une crise au sein de la communauté des conservateurs : tous les efforts menés semblaient vains, le trafic d'os de tigre se perpétuant aussi en Indochine et en Sibérie. Après de nombreuses querelles entre partisans de la conservation in situ et ex situ, après diverses propositions peu réalistes, des actions internationales furent menées :
- En 1994, les représentants de nombreux pays où vivent les tigres se réunissent pour lutter ensemble contre le commerce illégal du tigre ;
- En 1995, la campagne Save the tiger fund, financée par la société Exxon et le National Fish and Wildlife Foundation, a pour objectif de renforcer l'action des réserves[34], par exemple en instaurant des couloirs forestiers pour éviter l'isolement des populations de tigres, et de stopper le commerce illégal[35].
- L'interdiction du commerce d'os de tigre en Chine fut le résultat de nombreuses pressions exercées par la communauté internationale.

Les organisations philanthropiques dépensent entre 3,5 et 4,5 millions d'euros par an pour défendre les tigres, rapporte Mahendra Shrestha, l'ancien directeur du Save the Tiger Fund, qui a accordé plus de 12 millions d'euros de bourses diverses entre 1995 et 2009.
En 2010, un ambitieux séminaire organisé à Katmandou s'était fixé un objectif prioritaire : célébrer l'année du Tigre pour attirer l'attention du monde entier sur la protection du félin. L'évènement s'est soldé sans avancées notables pour l'animal.
En novembre 2010, les treize pays présents au sommet international du Tigre, à Saint-Pétersbourg ont fait le vœu de tout mettre en œuvre pour doubler le nombre de tigres sauvages dans leur aire d'ici à 2022.

### Statut légal
L'ensemble des sous-espèces de tigre est classé en annexe I de la CITES depuis 1975, excepté le tigre de Sibérie qui appartenait à l'annexe II de la CITES jusqu'en 1987, ce qui signifie que son commerce est interdit sauf autorisation exceptionnelle.
L'espèce est également considérée comme En danger (EN) par l'UICN depuis 1986. Les sous-espèces peuvent avoir un statut différent : le tigre de Sibérie fut considéré comme En danger critique d'extinction (CE) de 1996 à 2008 avant de retrouver son statut d'En danger, le tigre de Chine et le tigre de Sumatra sont considérés comme En danger critique d'extinction depuis 1996,, et les tigres de la Caspienne, de Bali et de Java sont considérés comme Éteints (EX).
Le tigre est protégé par la législation nationale de l'ensemble des pays où il est présent à l'état sauvage.

### Programmes de sensibilisation
À Bogor, un tigre de Bali a été empaillé en utilisant l'une des cinq peaux de cette sous-espèce qui soient parvenues jusqu'à nous et placé dans la galerie du muséum afin de représenter la fragilité de la vie.
Le Taman Safari, centre de reproduction du tigre, possède une clinique spécialement conçue pour les soins des tigres sauvages blessés par des pièges tendus par les braconniers. Les vétérinaires sont parfois contraints d'amputer une patte. Les opérations chirurgicales sont très médiatisées afin de sensibiliser le public à leur action.